# Jon Hunt
Pour les articles homonymes, voir Hunt.
Jon Hunt, né en 1953, est un homme d'affaires britannique, magnat de l’immobilier.
Sa fortune est estimée à 1,537 milliard d’euros par le Sunday Times.

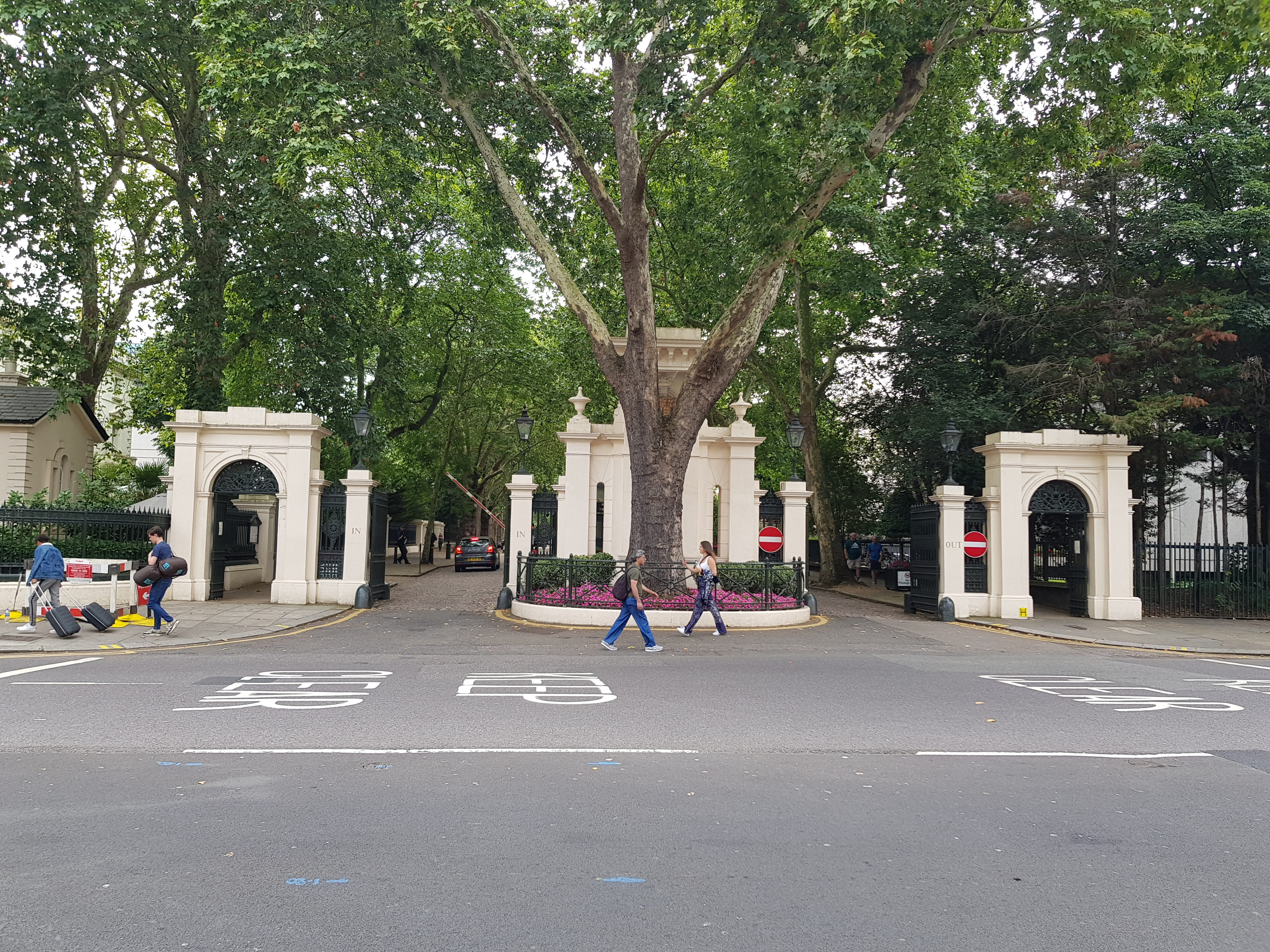
Entrée de Kensington Palace Gardens, Londres.

Il est le propriétaire, à Londres, d’une maison située sur Kensington Palace Gardens, considérée comme l’avenue la plus chère de la capitale britannique, où il a pour voisin l'ambassadeur de France.